# Zolota Lypa
La rivière Zolota Lypa (en ukrainien : Золота Липа ; en polonais : Złota Lipa) est un cours d'eau d'Ukraine et un affluent gauche du Dniestr.

## Géographie

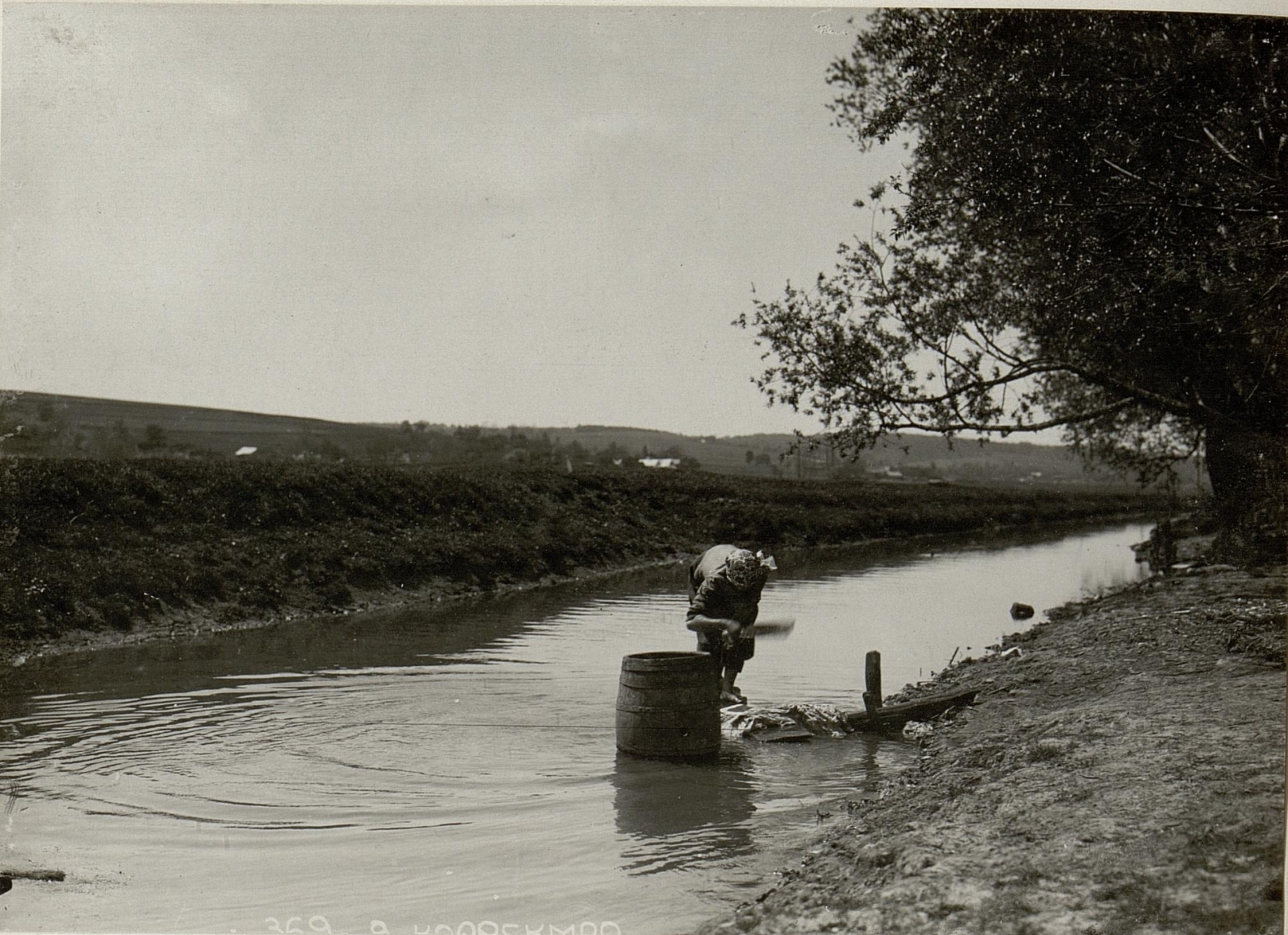
Lavage du linge sur la Zolota Lypa, photographie de l'armée austro-hongroise, 1917.

La Zolota Lypa arrose l'oblast de Ternopil, dans l'ouest de l'Ukraine. Elle est longue de 85 km et draine un bassin de 1 310 km2. 
La Zolota Lypa alimente un lac de 130 ha au nord de la ville de Berejany. Le château de Berejany se dresse sur une île dans la rivière et celui de Pomoriany sur la rive.

## Étymologie
En français, Zolota Lypa signifie « tilleul doré ». Une autre rivière, la Hnyla Lypa, dont le nom signifie « tilleul pourri », suit un cours parallèle, 30 km à l'ouest de Berejany.